# 眠月車站
眠月車站為一座位於臺灣嘉義縣阿里山鄉的鐵路車站，屬於林業保育署阿里山林業鐵路眠月線，為眠月線觀光化後於1983年2月11日新設之車站。遭921大地震毀壞後至今仍未修復。

## 車站構造
一側式木造月台，二股軌道。

## 利用狀況
本站為眠月線的停靠車站；該路線於921大地震嚴重毀損，又因數次由颱風帶來之大雨再度坍塌，至今仍未修復。

## 車站週邊
- 台灣一葉蘭自然保留區

## 資料來源
- 2007年《MIT臺灣誌》「五頂峰計劃」塔山行